# Euphorbia marginata
Euphorbia marginata là một loài thực vật có hoa trong họ Đại kích. Loài này được Pursh mô tả khoa học đầu tiên năm 1814.

## Hình ảnh

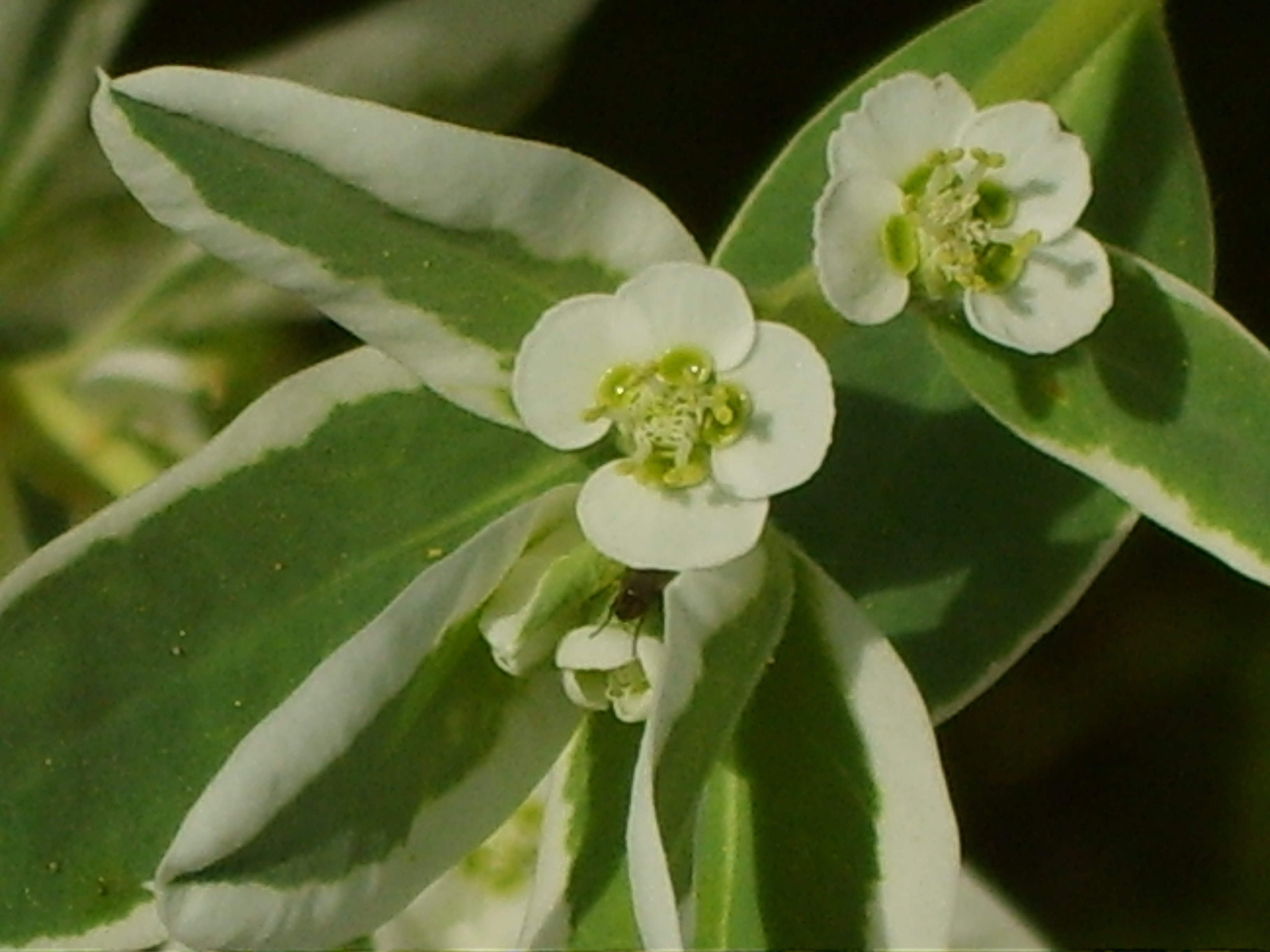
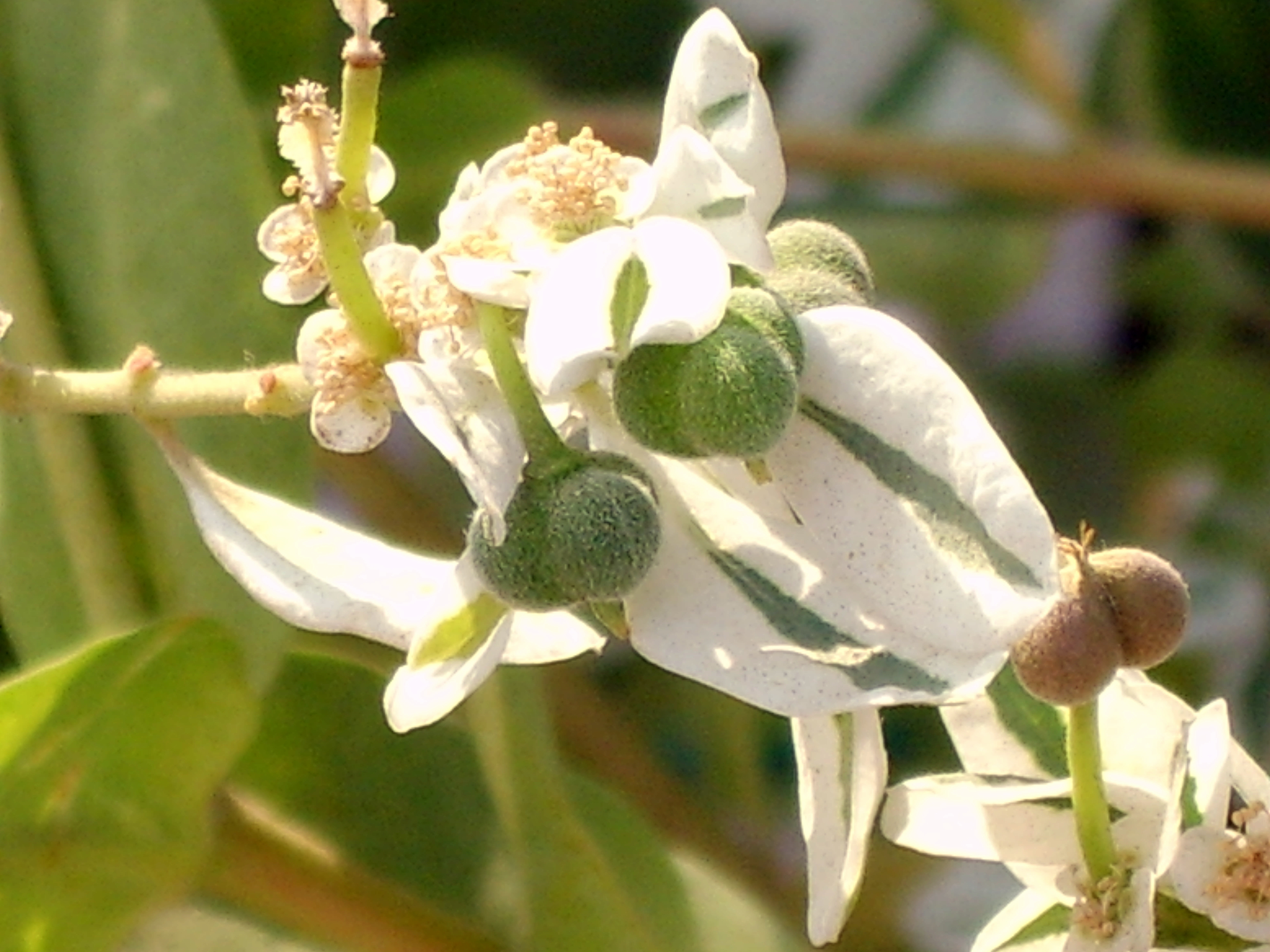
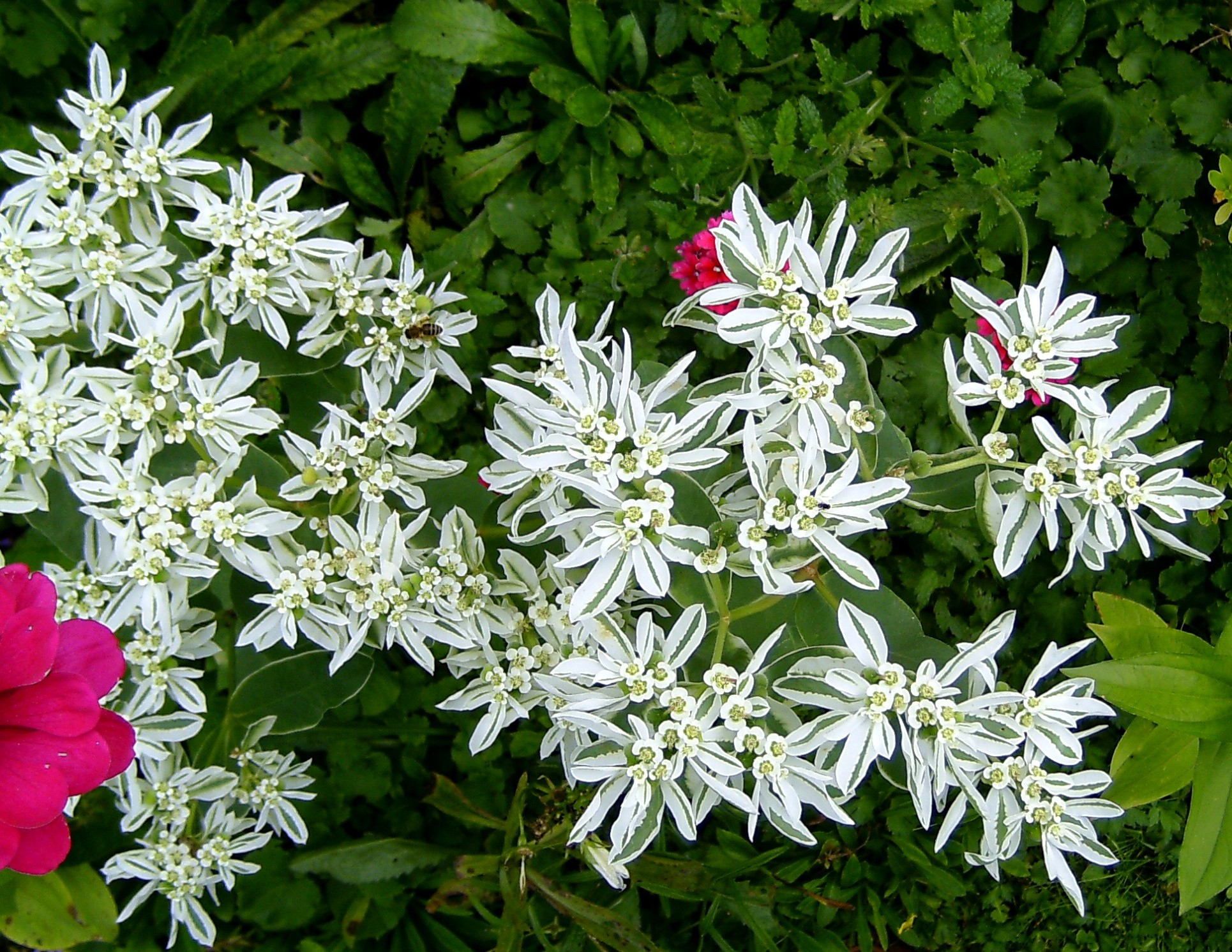
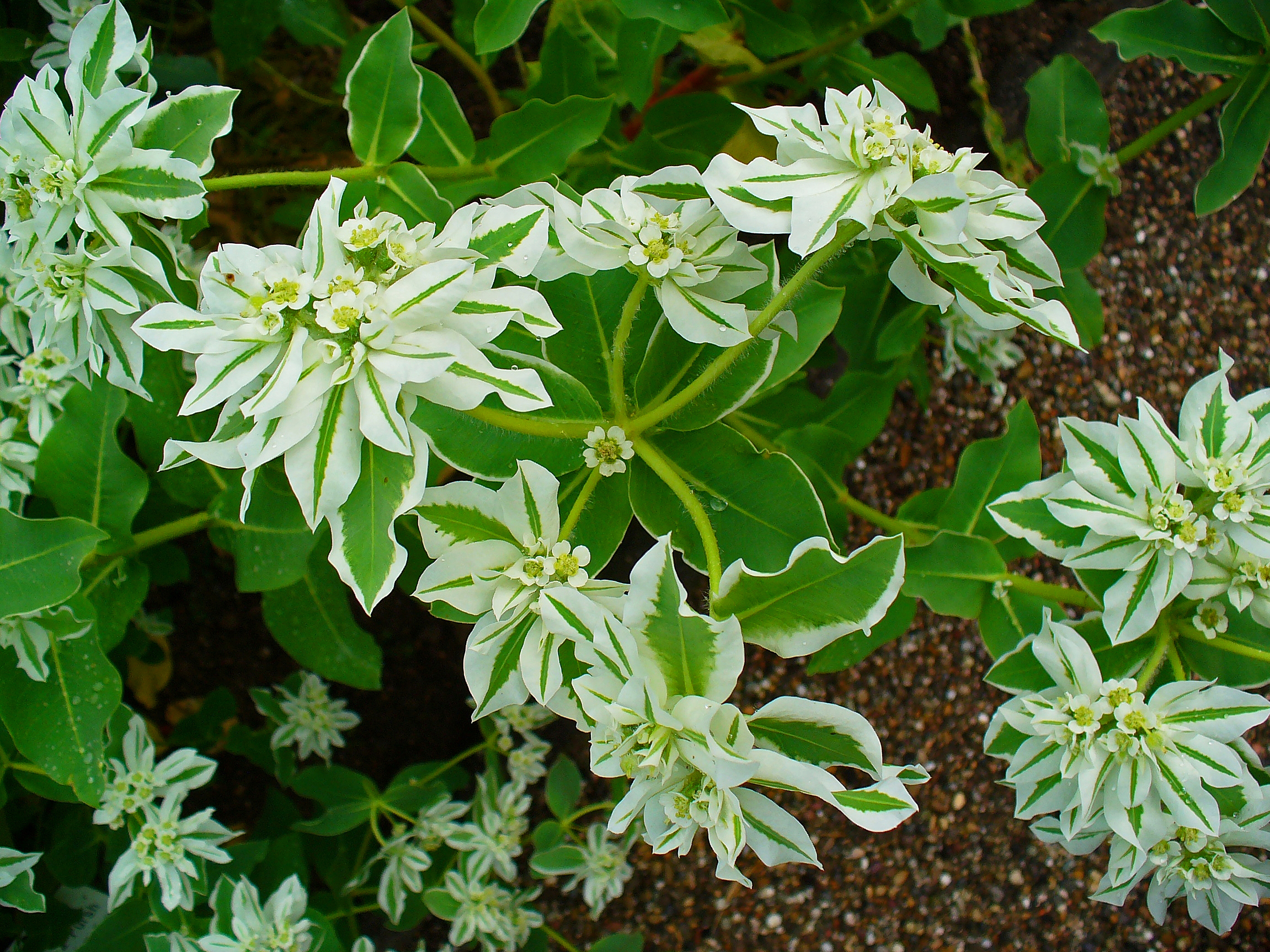